# Macrothamnium submacrocarpum
Macrothamnium submacrocarpum là một loài Rêu trong họ Hylocomiaceae. Loài này được (A. Jaeger ex Renauld & Cardot) M. Fleisch. mô tả khoa học đầu tiên năm 1905.